# Línea 195 (Buenos Aires)
La Línea 195 es una línea de colectivos del Área Metropolitana de Buenos Aires. Une la ciudad de La Plata, capital provincial, con la Estación Retiro, en el barrio homónimo de la ciudad de Buenos Aires.

## Recorrido
La línea cuenta con dos ramales: Autopista y Centenario. El primero une sus dos terminales a través de la Autopista Buenos Aires-La Plata, mientras que el segundo circula, en algunos tramos, por el Camino Centenario.

### Ramal Autopista
La tarifa en abril de 2019 es de $115,60 (2,57 dólares estadounidenses) y se abona con SUBE. Se realizan descuentos automáticamente si se utiliza otro medio de transporte en las dos horas inmediatas tras abonar el pasaje. El trayecto tarda aproximadamente una hora en unir ambas cabeceras y cuenta con las siguientes paradas:

#### Ida
- Estación Retiro - combinación con línea C y  Línea E del Subte de Buenos Aires y ramales de los trenes Mitre, Belgrano y San Martín
- Lavalle (Metrobús del Bajo) - combinación con línea B del Subte de Buenos Aires
- Alsina (Metrobús del Bajo) - combinación con línea A del Subte de Buenos Aires
- Azopardo y Avenida Brasil
- Estación Constitución - combinación con línea C del Subte de Buenos Aires
- Rotonda 120
- Estación La Plata
- Plaza Italia
- Terminal de Ómnibus de La Plata

#### Vuelta
- Terminal de Ómnibus de La Plata
- Alsina (Metrobús del Bajo) - combinación con línea A del Subte de Buenos Aires
- Tucumán (Metrobús del Bajo) - combinación con línea B del Subte de Buenos Aires
- Plaza Canadá (Retiro) - combinación con línea C del Subte de Buenos Aires y ramales de los trenes Mitre, Belgrano y San Martín

## Denuncias
La Comisión Nacional de Regulación del Transporte registró, en 2016, un total de 134 denuncias contra esta línea, menos de un tercio de las 487 denuncias contra la línea 129 que compite en el mismo recorrido. 67 por mal servicio con relación a la frecuencia o desvío en el recorrido, 43 por conducción imprudente, 18 por malas condiciones del vehículo y 6 por problemas en el descuento de la tarifa.